# Krajowa domena najwyższego poziomu
Krajowa domena najwyższego poziomu (ang. ccTLD country code top-level domain) – dwuliterowa domena najwyższego poziomu zarezerwowana dla państwa lub terytorium zależnego. Większość z nich odpowiada kodom krajów ze standardu ISO 3166-1.
Niektóre domeny są często używane dla stron niezwiązanych z krajem, któremu je przydzielono, lecz ze względu na podobieństwo do skrótów, na przykład:
- .ai – Anguilla, często używana dla stron związanych z sztuczną inteligencją,
- .cd – Demokratyczna Republika Konga, skrót CD oznacza płytę kompaktową,
- .dj – Dżibuti, często używana dla stron dotyczących DJ-ów i branży muzycznej,
- .fm – Mikronezja, często używana dla stron radia internetowego (np. last.fm), od FM,
- .it – Włochy, często używana dla stron anglojęzycznych (np. play.it), ponieważ angielskie słowo „it” oznacza to, w to oraz podobne.
- .md – Mołdawia, strony o tematyce medycznej (od stopnia naukowego „medicinae doctor” – doktor medycyny),
- .me – Czarnogóra, często używana dla stron społecznościowych, ponieważ angielskie słowo „me” oznacza ja, mnie, mi,
- .mu – Mauritius, koncerny muzyczne, muzyka,
- .sh – Wyspa Świętej Heleny, dla strony związanych z Szanghajem lub Shenzhen,
- .si – Słowenia, często używana dla stron hiszpańskojęzycznych, ze względu na to, że hiszpańskie „sí” oznacza „tak”,
- .to – Tonga, używana dla stron słowiańskojęzycznych (np. rozwal.to, ugotuj.to), o podobnym zastosowaniu co .it dla stron angielskojęzycznych,
- .tv – Tuvalu, często używane dla stron związanych z telewizją.